# Pothyne annulata
Pothyne annulata är en skalbaggsart som beskrevs av Stefan von Breuning 1942. Pothyne annulata ingår i släktet Pothyne och familjen långhorningar.
Artens utbredningsområde är Taiwan.

## Underarter
Arten delas in i följande underarter:
- P. a. nobuoi
- P. a. ishigakiana
- P. a. yonaguniensis